# Jarosław Jach
Jarosław Jach (Bielawa, 17 de febrero de 1994) es un futbolista polaco que juega en la demarcación de defensa para el Znicz Pruszków de la I Liga de Polonia.

## Biografía
Empezó a formarse como futbolista en las filas juveniles del Pogoń Pieszyce, aunque no fue hasta 2012 cuando debutó como futbolista con el Lechia Dzierżoniów en la III Liga, la cuarta división del fútbol polaco, ayudando al club a quedar en novena posición en su grupo tras disputar 20 partidos y anotar un gol. En 2013 se marchó traspasado al Zagłębie Lubin, descendiendo de categoría tras quedar en la posición quince en liga y ascendiendo de nuevo a la Ekstraklasa al año siguiente. El 25 de junio de 2022 firmó un contrato de tres años con el Zagłębie Lubin.

## Selección nacional
Hizo su debut con la selección de fútbol de Polonia el 10 de noviembre de 2017 en un encuentro amistoso contra Uruguay, partido que finalizó con un resultado de empate a cero.

## Clubes
| Club                            | País         | Año       | Partidos | Goles |
| ------------------------------- | ------------ | --------- | -------- | ----- |
| Lechia Dzierżoniów              | Polonia      | 2012      | 20       | 1     |
| Zagłębie Lubin                  | Polonia      | 2013-2017 | 78       | 4     |
| Crystal Palace F. C.            | Inglaterra   | 2018      | 0        | 0     |
| Çaykur Rizespor (cedido)        | Turquía      | 2018-2019 | 9        | 1     |
| F. C. Sheriff Tiraspol (cedido) | Moldavia     | 2019      | 22       | 0     |
| Raków Częstochowa (cedido)      | Polonia      | 2019-2020 | 27       | 2     |
| Crystal Palace F. C.            | Inglaterra   | 2020      | 1        | 0     |
| Fortuna Sittard (cedido)        | Países Bajos | 2020      | 3        | 0     |
| Raków Częstochowa (cedido)      | Polonia      | 2021      | 12       | 1     |
| Crystal Palace F. C.            | Inglaterra   | 2021-2022 | 0        | 0     |
| Zagłębie Lubin                  | Polonia      | 2022-2024 | 26       | 1     |
| Wisła Płock (cedido)            | Polonia      | 2024      | 10       | 0     |
| Zagłębie Lubin II               | Polonia      | 2024-2025 | 21       | 6     |
| Zagłębie Lubin                  | Polonia      | 2024-2025 | 14       | 2     |
| Znicz Pruszków                  | Polonia      | 2025-     |          |       |

## Palmarés

### Campeonatos nacionales
| Título           | Club                | País     | Año  |
| ---------------- | ------------------- | -------- | ---- |
| I Liga           | Zagłębie Lubin      | Polonia  | 2015 |
| Copa de Moldavia | FC Sheriff Tiraspol | Moldavia | 2019 |
| Copa de Polonia  | Raków Częstochowa   | Polonia  | 2021 |